# Economia da Papua-Nova Guiné
A Papua-Nova Guiné faz parte do tratado internacional chamado APEC (Asia-Pacific Economic Cooperation), um bloco econômico que tem por objetivo transformar o Pacífico numa área de livre comércio e que engloba economias asiáticas, americanas e da Oceania.

## Comércio exterior
Em 2020, o país foi o 83º maior exportador do mundo (US $ 11,7 bilhões, 0,1% do total mundial). Já nas importações, em 2019, foi o 135º maior importador do mundo: US $ 4,2 bilhões.

## Setor primário

### Agricultura
Papua-Nova Guiné produziu, em 2019:
- 2,6 milhões de toneladas de óleo de palma (8º maior produtor do mundo);
- 1,4 milhão de toneladas de banana;
- 1,1 milhão de toneladas de coco (8º maior produtor do mundo);
- 743 mil toneladas de batata doce;
- 378 mil tolenadas de inhame;
- 271 mil de toneladas de taro;
- 243 mil toneladas de milho verde;
- 175 mil toneladas de cana de açúcar;
- 155 mil tolenadas de mandioca;
- 55 mil toneladas de café;
- 45 mil toneladas de cacau;
- 5,8 mil toneladas de chá;

Além de outras produções de outros produtos agrícolas.

### Pecuária
Na pecuária, Papua-Nova Guiné produziu, em 2019: 425 mil toneladas de carne de caça; 82 mil toneladas de carne suína, entre outros.

## Setor secundário

### Indústria
O Banco Mundial lista os principais países produtores a cada ano, com base no valor total da produção. Pela lista de 2019, Papua-Nova Guiné tinha a 152ª indústria mais valiosa do mundo (US $ 0,4 bilhões).
Em 2018, o país foi o 11º maior produtor do mundo de óleo de coco (26,7 mil toneladas).
- Indústrias: lã, mineração, prata, cobre, construção.

### Mineração
Em 2019, o país era o o 8º maior produtor mundial de cobalto e o 15º maior produtor mundial de ouro.
Na produção de prata, em 2017 o país produziu 90 toneladas.

### Energia
Nas energias não-renováveis, em 2020, o país era o 55º maior produtor de petróleo do mundo, 40,2 mil barris/dia. Em 2011, o país consumia 36,3 mil barris/dia (109º maior consumidor do mundo). O país foi o 72º maior importador de petróleo do mundo em 2012 (14,8 mil barris/dia). Em 2015, Papua-Nova Guiné era o 42º maior produtor mundial de gás natural, 9,8 bilhões de m3 ao ano. Em 2015 era o 103º maior consumidor do mundo (0,1 bilhões de m3 ao ano). O país não produz carvão.
Nas energias renováveis, em 2020, Papua-Nova Guiné não produzia energia eólica, nem energia solar.

## Produto Interno Bruto
- Produto Nacional Bruto: PNB - paridade de poder de compra - $9,2 bilhões (1994)
- Produto Nacional Bruto taxa de crescimento real: 6,1% (1994)
- Produto Nacional Bruto por pessoa: $2.142,15 (1994)
- Taxa de inflação (preços ao consumidor): 1,6% (1994)
- Taxa de desemprego: ND%
- Orçamento:
  - receita: $1,33 bilhões
  - despesas: $1,36 bilhões.
- Dívida externa: $3,2 bilhões (1992)
- Moeda: 1 kina (K) = 100 toea
- Taxa de câmbio: kina (K) por US$1 - 0,8565 (Dezembro 1994). 0,9950 (1994). 1,0221 (1993). 1,0367 (1992). 1,0504 (1991). 1,0467 (1990);

#### Comunicações
Telefone
- Linhas usadas : 70000 (1987)

Rádio
- Estações:
  - AM 31.
  - FM 2.
  - Ondas curtas 0
- Aparelhos: ND

Televisão
- Estações: 2 (1987)
- Aparelhos: ND